# The Princess Of Darkness
The Princess Of Darkness es un álbum en vivo no oficial de la banda inglesa de black metal Cradle Of Filth grabado en el "Dynamo Open Air Festival" y en el "Waldrock Festival", ambos festivales celebrados en Holanda.
Fue grabado en tres presentaciones distintas, las primeras cuatro canciones fueron grabadas en el Dynamo Open Air Festival el 23 de mayo de 1999, las siguientes seis canciones fueron grabadas en el mismo festival el 18 de mayo de 1997, y las últimas tres canciones fueron grabadas el 28 de mayo de 1997 en el Waldrock Festival.

## Listado de canciones
| N.º | Título                             | Duración |  |
| 1.  | «Circles And Saints»               |          |  |
| 2.  | «Cruelty Brought Thee Orchids»     |          |  |
| 3.  | «From The Cradle To Enslave»       |          |  |
| 4.  | «Dusk And Her Embrace»             |          |  |
| 5.  | «To Eve The Art Of Witchcraft»     |          |  |
| 6.  | «The Forest Whispers My Name»      |          |  |
| 7.  | «Dusk And Her Embrace»             |          |  |
| 8.  | «Malice Through The Looking Glass» |          |  |
| 9.  | «Haunted Shores»                   |          |  |
| 10. | «The Black Goddess Rises»          |          |  |
| 11. | «Dusk And Her Embrace»             |          |  |
| 12. | «To Eve The Art Of Witchcraft»     |          |  |
| 13. | «The Forest Whispers My Name»      |          |  |